# Shanghai Tianma Circuit
Het Shanghai Tianma Circuit (Chinees: 上海天馬山賽車場) is een permanent circuit in de buurt van Shanghai in de Volksrepubliek China. Het is onderdeel van een proefterrein van 10.000 m2. Het heeft een ronde georganiseerd van het China Superbike Championship (CSBK). Op 30 september 2011 werd bekend dat het circuit de Chinese ronde van het World Touring Car Championship van 2011 mocht organiseren dat verplaatst was vanaf het Guangdong International Circuit. De races werden gewonnen door Alain Menu en Yvan Muller.